# Luigi Crespi
Pour les articles homonymes, voir Crespi.
Luigi Crespi  (Bologne, 1708 - 1779) est un peintre italien.

## Biographie
Luigi Crespi est le second fils de Giuseppe Maria Crespi et se forma dans l’atelier de son père.
Luigi Crespi réalisa surtout des portraits et fut habile dans la représentation minutieuse de la société de son époque. 

« Pour grand que ce soit un homme honorable, qui veut opérer selon la pensée d’un autre, il pourra bien [le faire] et mettra cela au point de manière distinguée [...] pour tout ce qu’on appelle la composition, mais jamais il ne pourra, dans le nombre des parties qui participent à mener à bien un tableau s’uniformiser à l’auteur, de manière que ne transparaissent [trapeli] pas quelques traits qui le fassent reconnaître et surtout dans ces parties qu’on a le plus l’habitude de ne pas soigner »

— Lettre de Crespi Luigi à Giovanni Gaetano Bottari le 25 septembre 1751.
Divers tableaux de sa composition sont visibles au musée Museo Poldi Pezzoli à Milan.

## Principales œuvres
- Atelier d’artiste,
- Allégorie des Saisons,
- La Flagellation du Christ,
- Autoportrait (1775), Gallerie dell'Accademia de Venise
- Portrait d’Elisabetta Cellesi[2]
- Portrait de dame avec un chien, Galleria Bargellini, Bologne.
- Portrait de la Princesse Ercolani, Fogg Art Museum, Cambridge.
- Le festin de Balthazar, huile sur toile, 104,8 x 141,7 cm, musée des beaux-arts de Brest[3]